# Мирах
Мирах, или Мирак, Бета Андромеды (лат. β Andromedae), 43 Андромеды (лат. 43 Andromedae), HD 1438 — кратная звезда в созвездии Андромеды на расстоянии (вычисленном из значения параллакса) приблизительно 197 световых лет (около 61 парсека) от Солнца. Видимая звёздная величина звезды — +2,05m. Её масса больше солнца в 3,5 раз, а радиус 20 солнечных. Баллометрическая светимость: 1995 солнечных. Температура: 3842°K.
Приблизительно в 7 угловых минутах находится галактика NGC 404, которую называют Призраком Мираха.

## Характеристики
Первый компонент (HD 1438) — красный гигант спектрального класса M0III. Видимая звёздная величина звезды — +2,4m. Масса — около 3 солнечных, радиус — около 130 солнечных, светимость — около 1995 солнечных. Эффективная температура — около 3842 K.
Второй компонент (CCDM J01097+3537B) удалён на 27 угловых секунд. Видимая звёздная величина звезды — +14,4m.
Третий компонент (UCAC2 44249307) — жёлтый карлик спектрального класса G. Видимая звёздная величина звезды — +12,9m. Радиус — около 1,02 солнечного, светимость — около 0,902 солнечной. Эффективная температура — около 5564 K. Удалён на 94,8 угловых секунды.
Четвёртый компонент (UCAC2 44249320) — жёлто-оранжевая звезда спектрального класса K-G. Видимая звёздная величина звезды — +12,1m. Радиус — около 10,74 солнечных, светимость — около 61,775 солнечных. Эффективная температура — около 4939 K. Удалён на 80,4 угловых секунд.
Пятый компонент (UCAC2 44249305) — жёлто-белая звезда спектрального класса F. Видимая звёздная величина звезды — +11,8m. Радиус — около 1,98 солнечного, светимость — около 5,969 солнечных. Эффективная температура — около 6412 K. Удалён на 132,7 угловых секунды.
Шестой компонент (UCAC2 44249330) — жёлтый карлик спектрального класса G. Видимая звёздная величина звезды — +11,9m. Радиус — около 1,04 солнечного, светимость — около 1,105 солнечной. Эффективная температура — около 5797 K. Удалён на 155,1 угловых секунд.
Седьмой компонент (UCAC4 629-003679) — оранжевый карлик спектрального класса K. Видимая звёздная величина звезды — +11,9m. Радиус — около 0,8 солнечного, светимость — около 0,341 солнечной. Эффективная температура — около 4920 K. Удалён на 210 угловых секунд.
Восьмой компонент (UCAC4 629-003679) — жёлтый карлик спектрального класса G. Видимая звёздная величина звезды — +11,9m. Радиус — около 0,75 солнечного, светимость — около 0,415 солнечной. Эффективная температура — около 5339 K. Удалён на 225 угловых секунд.
Девятый компонент (UCAC2 44249289) удалён на 304,7 угловых секунды. Видимая звёздная величина звезды — +11,4m.
Десятый компонент (CCDM J01097+3537Q) удалён от второго компонента на 24,6 угловых секунды. Видимая звёздная величина звезды — +13,7m.

## Название
Существуют две версии происхождения наименования. Первая — от арабского слова المراق‎, al-maraqq, означающего «поясница», «ягодицы». Вторая — от арабского mi’zar — «пояс». Оба варианта названия связаны с положением звезды в фигуре созвездия. В «Альмагесте» Птолемея звезда описана как «более южная из трёх над поясом». На латыни звезда иногда называлась Umbilicus Andromedae — Пуп Андромеды.